# Кайлахун
Кайлахун (на английски: Kailahun) е малък град в Сиера Леоне. Градът е столица на окръг Кайлахун на Източната провинция на страната. Кайлахун е 15-ия по големина град в Сиера Леоне и 3-ти по големина в източната провинция, след градовете Кенема и Койду. Населението му, според данните от 2004, е около 13 100 души. Кайлахун е разположен на 340 километра източно от столицата на Сиера Леоне - град Фрийтаун. Най-голяма част от населението на града е от етническата група Менде.